# 北九魂 -KITAKYU SPIRIT-
北九魂 -KITAKYU SPIRIT-(きたきゅうだましい -きたきゅう すぴりっと-)は、2009年4月5日からCROSS FMで放送されている番組。放送時間は毎週日曜日19:30-23:00の3時間半の生放送。2010年5月30日までは北九州市小倉北区古船場にあるCROSS FM 旧北九州本社スタジオからオンエア。2010年6月以降は、CROSS FM YU-YU HOME STUDIOからオンエア予定。

## 概要
北九州の良さを紹介し、なおかつリスナーや地元の人と一緒に作る参加型番組。

## ナビゲーター
- 鶴田弥生
2008年9月以来約7ヶ月ぶりのCROSS FMナビゲーター復帰となる。